# 蒋进
蒋进（1948年5月—），男，江苏南京人，中华人民共和国政治人物，扬州市人民政府原市长，第九届全国人大代表。